# Wydawnictwo Fosforos
Trwa dyskusja nad usunięciem tego artykułu, kliknij i weź w niej udział.
Wydawnictwo Fosforos – polskie wydawnictwo powstałe 21 października 2022 roku. Wydaje książki z zakresu historii okultyzmu, magii, tarota, goecji, czarostwa i masonerii. Fosforos, czyli „niosący światło”, to w mitologii greckiej personifikacja gwiazdy zarannej, planety Wenus. 

## Wydawnictwo posiada wiele serii, które powiązane są z konkretną tematyką książek
- Tɑrɷteka XXIII[2] Wydane książki w tej serii: Tarot, karty które wróżą[3][4], Biblia szatana. Dzieje kart tarota[5][6], Tarot. Arkana Wielkie[7][8] autorstwa polskiego etnografa, antropologa kultury, pisarza i tarocisty Jana Witolda Suligi oraz Tarot. Początki, znaczenie i zastosowanie kart autorstwa Alfreda Douglasa[9][10]. Wydawnictwo jako jedyne posiada pełne prawa do wydawania kolejnych książek Suligi po jego śmierci.
- Ars Magna Latomorum[11] To seria poświęcona zagadnieniom związanym z wolnomularstwem, zwanym także masonerią. Celem tego zbioru publikacji jest przybliżenie nie tylko historii masonerii, lecz przede wszystkim jej wymiaru ezoterycznego kryjącego się w masońskich symbolach i alegoriach. Jak bowiem twierdzi wielu masonów[12]. Pozycje, które do tej pory ukazały się w ramach tej serii to: Masońskie serce, wolnomularski rozum. Fragmenty dziennika ezoterycznego autorstwa Juliana Reesa[13][14], Do mnie, dzieci wdowy. Wolnomularze na Kielecczyźnie od XVIII do XXI wieku[15][16] i Masonka autorstwa polskiej wolnomularki i dziennikarki Bożeny Mirosławy Dołęgowskiej-Wysockiej[17][18],  oraz Sekrety masonów. Pierwszy stopień wtajemniczenia po raz wtóry autorstwa polskiego masona, historyka, pisarza i profesora Tadeusza Cegielskiego[12][19].
- Librarium Grimoriorum[20] To seria wydawnicza zaadresowana zarówno do początkujących, jak i zaawansowanych adeptów i adeptek sztuki magii rytualnej i ceremonialnej. Publikowane teksty będą skupiać się na przybliżeniu helleńskich, żydowskich, arabskich, chrześcijańskich i współczesnych grymuarów w ich wymiarze historycznym i praktycznym. Książki ukazujące się w serii odsłonią arkana gramatyki rytualnej, kreacji i interpretacji. Nie tylko przybliżą Czytelniczkom i Czytelnikom metodologię przeróżnych systemów komunikacji z niematerialnymi bytami eterycznymi, astralnymi i duchowymi, ale dostarczą też konkretnych narzędzi do pracy z potężnymi siłami i istotami wypełniającymi stronice wielowiekowych manuskryptów oraz XX- i XXI-wiecznych grymuarów. Zamiarem tej serii jest wypełnienie istotnej luki na polskim rynku księgarskim, oferując możliwie najbardziej krytyczne wydania tekstów zachodniego corpus magicum w wysokiej jakości przekładach i starannej edycji[21]. Wydane w tej serii zostały dwie książki: Bezgłowy[22][23] oraz Wróżbiarstwo goeckie[24][25] autorstwa Jake'a Stratton-Kenta.

## Pozostałe książki wydane przez Wydawnictwo Fosforos to
- Alex Sanders, Wykłady Alexa Sandersa[26][27]
- Levannah Morgan, Lustro czarownicy[28][29]
- Gerald Brosseau Gardner, Z pomocą wysokiej magii[30][31]
- Jimahl Di Fiosa, Obol dla przewoźnika[32][33]
- Jules Michelet, Czarownica[34][35]
- Vivien Bone, Rytuały Koła Roku[36][37]
- Joanna Erbel, Jak Henryk zdobył władzę[38][39]
- Michael Howard, Palenie świec i kadzideł[40][41]
- Jan Witold Suliga, Opowiedzieć świat[42][43]
- Jack Chanek, Królowa wszelkiego czarownictwa. Biografia Bogini[44][45]

Większość swoich publikacji Fosforos sprzedaje za pośrednictwem własnej strony internetowej.
Książki są sprzedawane też poprzez inne strony takie jak: Czary Mary, Cedrowe Wzgórza, Stragan Ezoteryczny, Zapisane W Gwiazdach, Fraida, Shamballa, Motyle Książkowe, Bonito, Słowiański Sklep, Księgarnia Pod Gwiazdami Pierwszą pozycją, którą oddali do rąk Czytelników i Czytelniczek są Wykłady Alexa Sandersa. Praca ta stanowi zbiór tekstów Króla brytyjskich czarownic i twórcy wicca aleksandryjskiej dający niezwykle głęboki wgląd w arkana tej właśnie tradycji.